# Simoselaps anomalus
Simoselaps anomalus är en ormart som beskrevs av Sternfeld 1919. Simoselaps anomalus ingår i släktet Simoselaps och familjen giftsnokar och underfamiljen havsormar. Inga underarter finns listade i Catalogue of Life.
Arten förekommer i de australiska delstaterna Northern Territory, South Australia och Western Australia. Den lever främst underjordisk. Honor lägger ägg.